# オアシス香港航空
オアシス香港航空（オアシスほんこんくうこう、Oasis Hong Kong Airlines、オアシス航空（オアシスこうくう））は、香港（中華人民共和国・香港特別行政区）を拠点としていた格安航空会社である。中国語表示では『甘泉香港航空』と表記する。2006年10月に就航、2008年4月9日に営業を停止。

## 概要

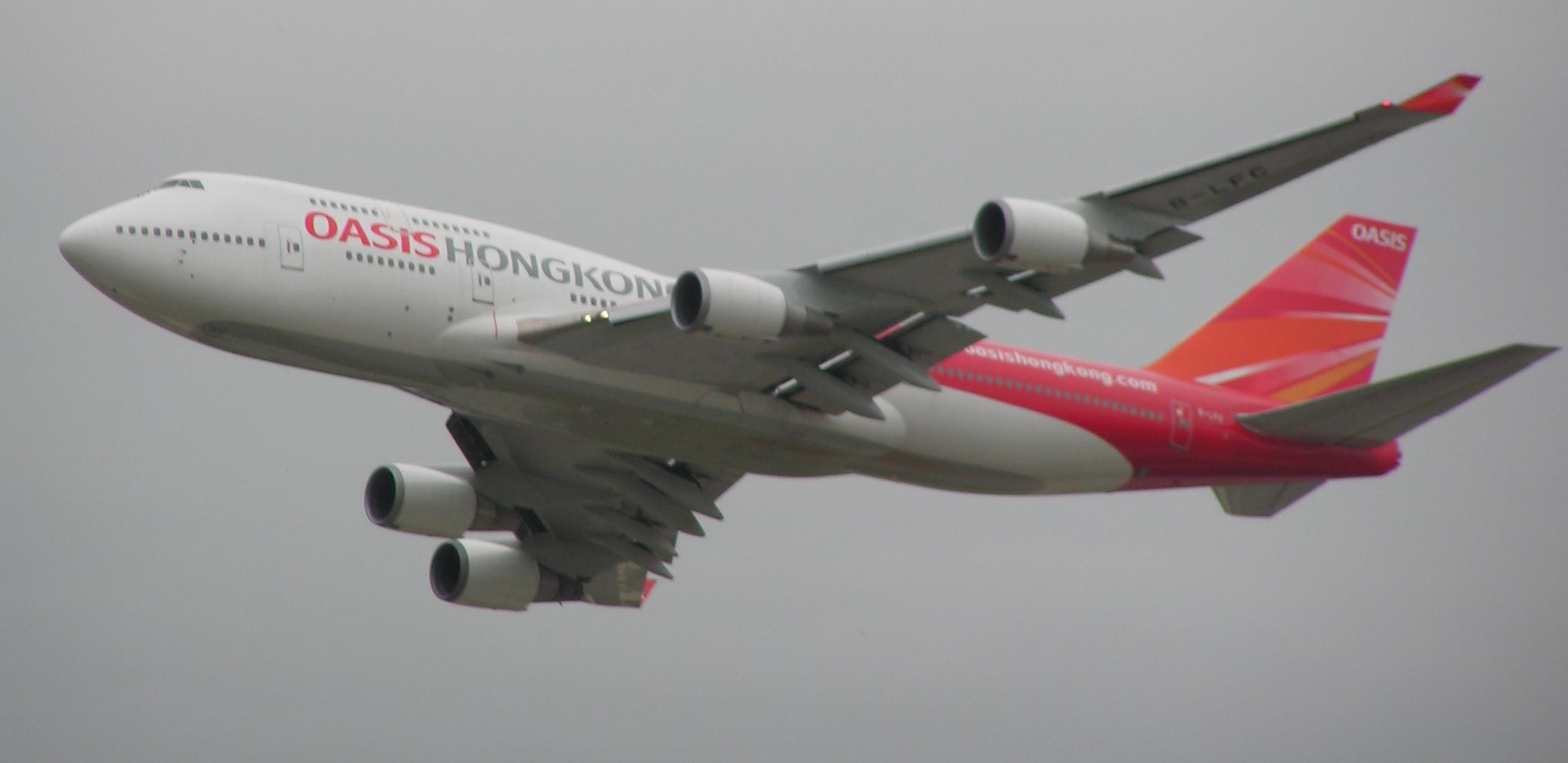
オアシス香港航空のボーイング747-400

オアシス香港航空は、香港の香港国際空港を拠点とし、主に香港とヨーロッパや北米とを直行、または1〜2回程度の経由で結ぶ、香港初の長距離国際線を専門とした格安航空会社として2005年2月に設立、香港政府により認可された。最高経営責任者（CEO）には、元香港ドラゴン航空CEOであったスティーブ・ミラーが就任した。本社は香港の東涌（Tung Chung）地区に位置した。
シンガポール航空が使用していたボーイング747-400型機を調達し、香港国際空港では第2ターミナル、ロンドンはヒースロー空港ではなく、ガトウィック空港を使用した。就航記念運賃として、香港-ロンドン間の片道（エコノミークラス）を1,000香港ドル（当時のレートで約15,000円）で販売した。なおエコノミークラスとビジネスクラスが提供された。
2006年10月26日に香港-ロンドン線に初就航を果たした（当初初フライトは25日の予定だったが、ロシアの航空当局が領空通過の許可を出さなかったため、1日遅れた）。またその後香港-バンクーバー線にも就航した。
これまでの格安航空会社のビジネスモデルとは異なり、長距離をしかも大型機材で運航するというスタイルをとった。その成否によっては、新しいビジネスモデルが開けるということから成否に注目が集まっていたが、原油価格の高騰に対して、格安運賃では採算が取れなくなってきたことや、世界的な経済状況の悪化により国際旅客数が減少したことなどの影響で2008年に入り経営状況が急速に悪化し、2008年4月9日に営業を停止した。

## 路線
- イギリス - ロンドン（ロンドン (ガトウィック)）2006年10月就航
- カナダ - バンクーバー（バンクーバー国際空港）2007年6月28日より就航

就航予定だった路線
- ドイツ - ベルリン（ベルリン (シェーネフェルト)）、ケルン（ケルン）
- イタリア - ミラノ
- アメリカ合衆国 - シカゴ（オヘア国際空港）、オークランド（オークランド国際空港）

日本への乗り入れは予定されていなかった。

## 保有機材
| 航空機                | 機数 | 座席構成 | ノート                                                                       |
| --------------------- | ---- | -------- | ---------------------------------------------------------------------------- |
| ボーイング747-400型機 | 5    | 81J/278Y | B-LFA, B-LFB（元シンガポール航空機）, B-LFC, B-LFD, B-LFE（元ANA機, JA403A） |

開業当初は全てリース契約の機材となる。ビジネスクラス81席、エコノミークラス278席を設置。
エアバスA340での運航も検討されていた。